# استان دونتسک
استان دونتسک از استان‌های شرقی کشور اوکراین است.
استان دونتسک و مرکز آن شهر دونتسک از آغاز مجدد جنگ روسیه و اوکراین در سال ۲۰۲۰ تحت کنترل نیروهای جمهوری خلق دونتسک و نیروهای مسلح روسیه است  
۵۷ درصد مردم این استان اوکراینی و ۳۸ درصد مردم از نژاد روس و ۵ درصد مردم از سایر نژادها هستند و ۷۵ درصد مردم استان دونتسک به زبان روسی و ۲۴ درصد به زبان اوکراینی صحبت می‌کنند.

## نگارخانه

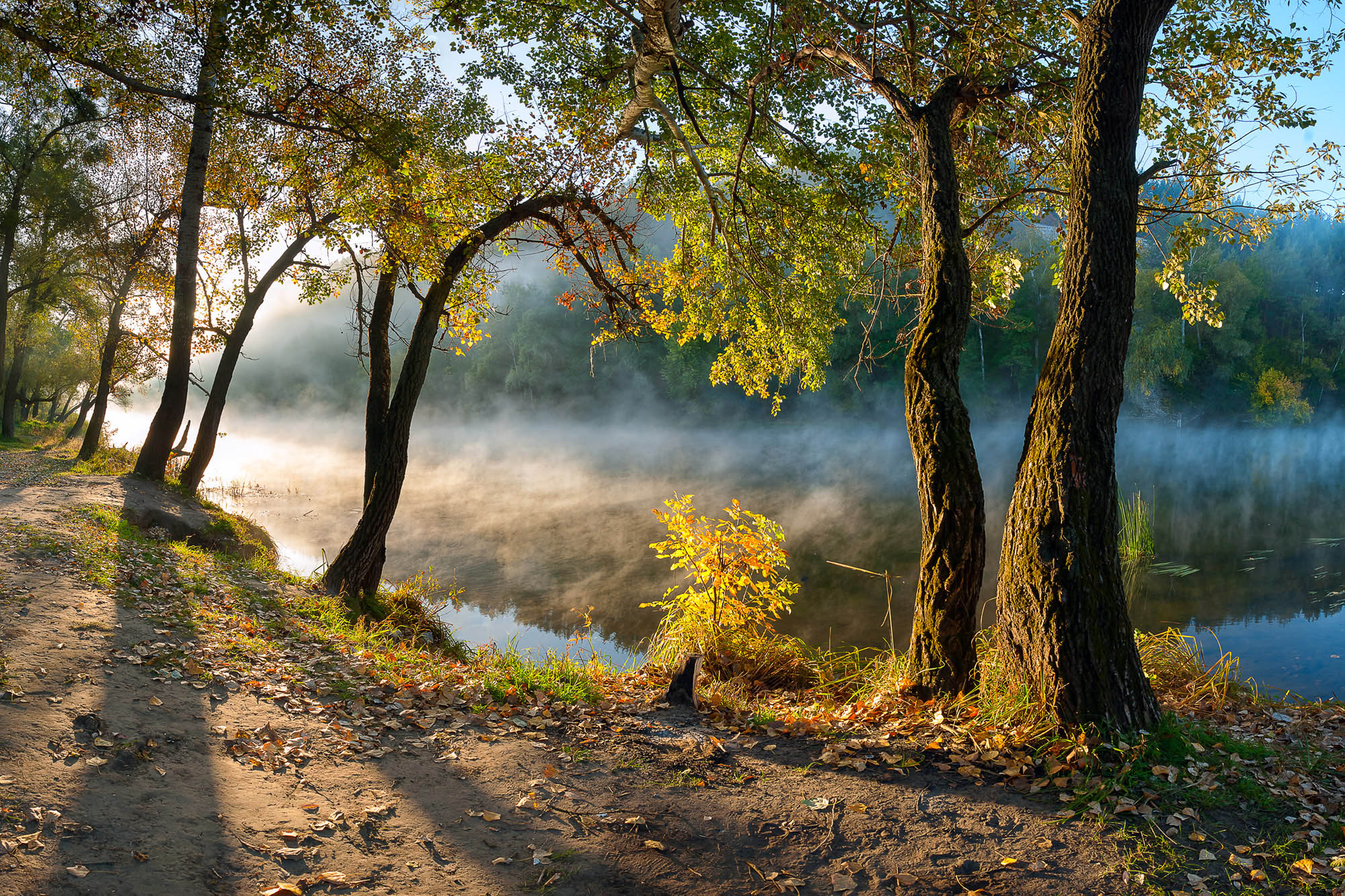